# لبيد (اسم)
لبيد هو اسم علم مذكر من أصل عربي، ومعناه هو من الفعل لبد في المكان أقام فيه لم يحد عنهوهو بصيغة المبالغة من لابد ولبيد كذلك الملتصق بعضه فوق بعض حتى صار كاللبد، ولبيد العامري شاعر صحابي (ت 41هـ).

## شخصيات تحمل الاسم
- لبيد بن الأعصم
- لبيد بن ربيعة (560[3] – 661[3])

## وصلات خارجية
- موسوعة السلطان قابوس لأسماء العرب نسخة محفوظة 5 أبريل 2019 على موقع واي باك مشين.